# 춘자는 못말려
"춘자는 못말려"는 1980년에 개봉한 대한민국의 영화이다.

## 캐스팅
- 이영옥
- 마영달
- 김형자
- 김진
- 김소유
- 송승환
- 박원숙
- 장혁
- 강태기 (특별출연)